# Vitorino Guimarães

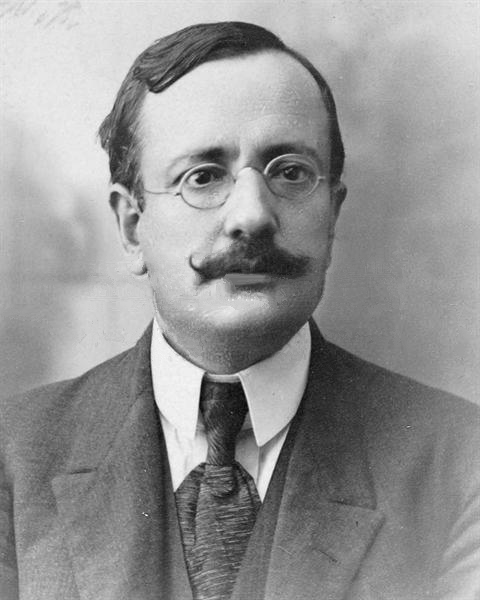
Vitorino Guimarães.

Vitorino Máximo de Carvalho Guimarães (Penafiel, 13 november 1876 - 18 oktober 1957) was een Portugees politicus en eerste minister tijdens de Eerste Portugese Republiek.

## Levensloop

### Studies, beroepsloopbaan en de al van de monarchie
Na zijn schoolloopbaan volgde een studie aan het Instituut voor Handel en Industrie van Porto. Na de afsluiting van zijn handelsexamens in 1901 trad hij toe tot de militaire school. Later werd hij aan de militaire school docent voor Opleiding en Financiën, wat hij later ook was aan het Militaire Instituut, het Opperste Handelsinstituut en het Opperste Instituut voor Economische en Financiële Wetenschappen.
Zijn politieke loopbaan begon hij als raadgever van premier João Franco. Hij behoorde echter tot de republikeinse aanvoerders die door de revolte van 28 januari 1908 voor de val van Franco en twee jaar later voor de val van de monarchie zorgden.

### Eerste Portugese RepubliekenEerste Wereldoorlog
Als lid van het militaire comité nam hij deel aan de proclamatie die op 5 oktober 1910 de Eerste Portugese Republiek. In 1911 werd hij als afgevaardigde verkozen in de Grondwetgevende Vergadering. Als overtuigde aanhanger van de republiek werd hij lid van de in 1912 opgerichte Democratische Partij en ook van de later door Álvaro de Castro opgerichte Paramilitaire Vereniging der Jovem Turquia.
Op 29 juni 1915 werd hij door José de Castro benoemd tot minister van Financiën in diens regering, wat hij bleef tot en met 29 november 1915. Van 16 tot en met 22 december 1915 was hij nogmaals minister van Financiën en ook minister van Handel. Tijdens de Eerste Wereldoorlog was hij algemeen directeur van de tweede divisie van het Portugese expeditiekorps.
Na het einde van de oorlog werd hij in 1919 lid van de Commissie voor de Hervorming van de Belastingen en van de Nationale Overzeebank. In hetzelfde jaar werd hij opnieuw verkozen voor de Assembleia da República. Van 1919 tot 1920 was hij gedelegeerde bij de Commissie voor Oorlogsherstelbelastingen. Daarna werd hij ambassadeur bij de Financiële Conferentie in Brussel.
Op 16 december 1921 werd hij door premier Francisco Pinto da Cunha Leal opnieuw benoemd tot minister van Financiën, wat hij bleef tot en met 7 februari 1922. Vervolgens werd hij gedelegeerde bij de Oorlogseconomieconferentie van 1922. Op 14 september 1922 werd hij in de regering van António Maria da Silva opnieuw minister van Financiën en dit tot en met 30 november 1922. Vervolgens werd hij de opsteller van de beduidende belastinghervormingswet van 1923.

### Premierschap en laatste levensjaren
Op 15 februari 1925 werd hij uiteindelijk door president Manuel Teixeira Gomes benoemd tot premier van Portugal. Op 1 juli 1925 nam hij echter ontslag ten voordele van António Maria da Silva. In diens regering werd hij opnieuw minister van Financiën.
Na de militaire putsch van 28 mei 1926 trok hij zich volledig uit het politieke leven terug en keerde terug naar de militaire administratie. In 1936 werd hij met de rang van kolonel op pensioen gezet. Vervolgens was van 1941 tot 1943 de opsteller van essays over de openbare boekhouding en de oorsprong en ontwikkeling daarvan in Portugal in het Tijdschrift over Openbare Boekhouding.
Zijn enige dochter, juriste en feministe Elina Júlia Chaves Pereira Guimarães, was vanaf 1928 gehuwd met Adelino da Palma Carlos, die later ook premier van Portugal zou worden.
- International Standard Name Identifier: 0000 0000 6901 5666
- Système universitaire de documentation: 129955698
- Virtual International Authority File: 99846513